# Loudima
 (décembre 2018).
Si vous disposez d'ouvrages ou d'articles de référence ou si vous connaissez des sites web de qualité traitant du thème abordé ici, merci de compléter l'article en donnant les références utiles à sa vérifiabilité et en les liant à la section « Notes et références ».
Loudima (s’écrit également Ludima) est une ville et un district de la République du Congo, chef-lieu du district du même nom, située dans le département de la Bouenza. Loudima compte près de 18 000 habitants. L'agriculture est la principale activité économique de la ville.

## Histoire

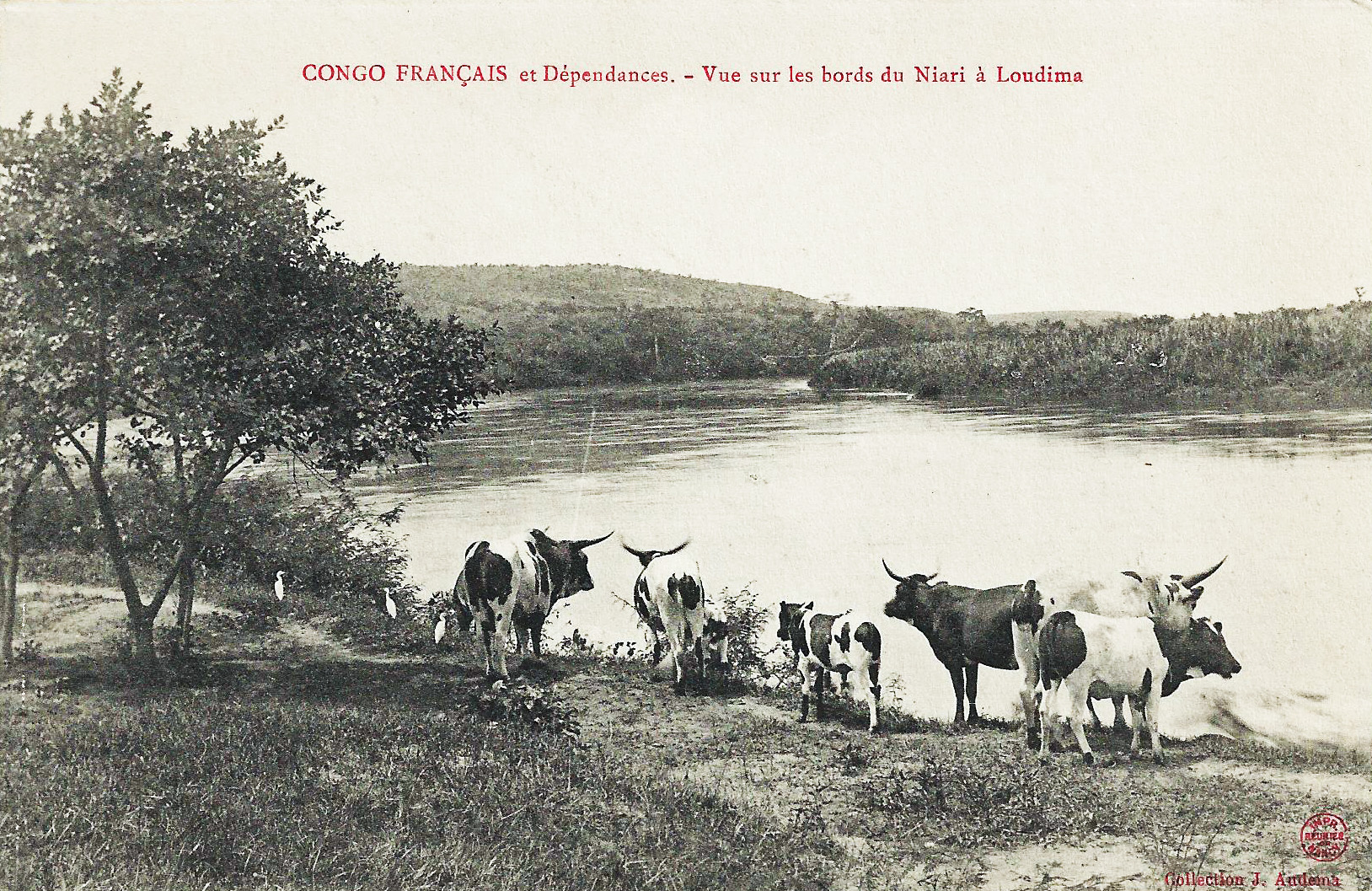
Vue sur les bords du Niari à Loudima (Congo français).

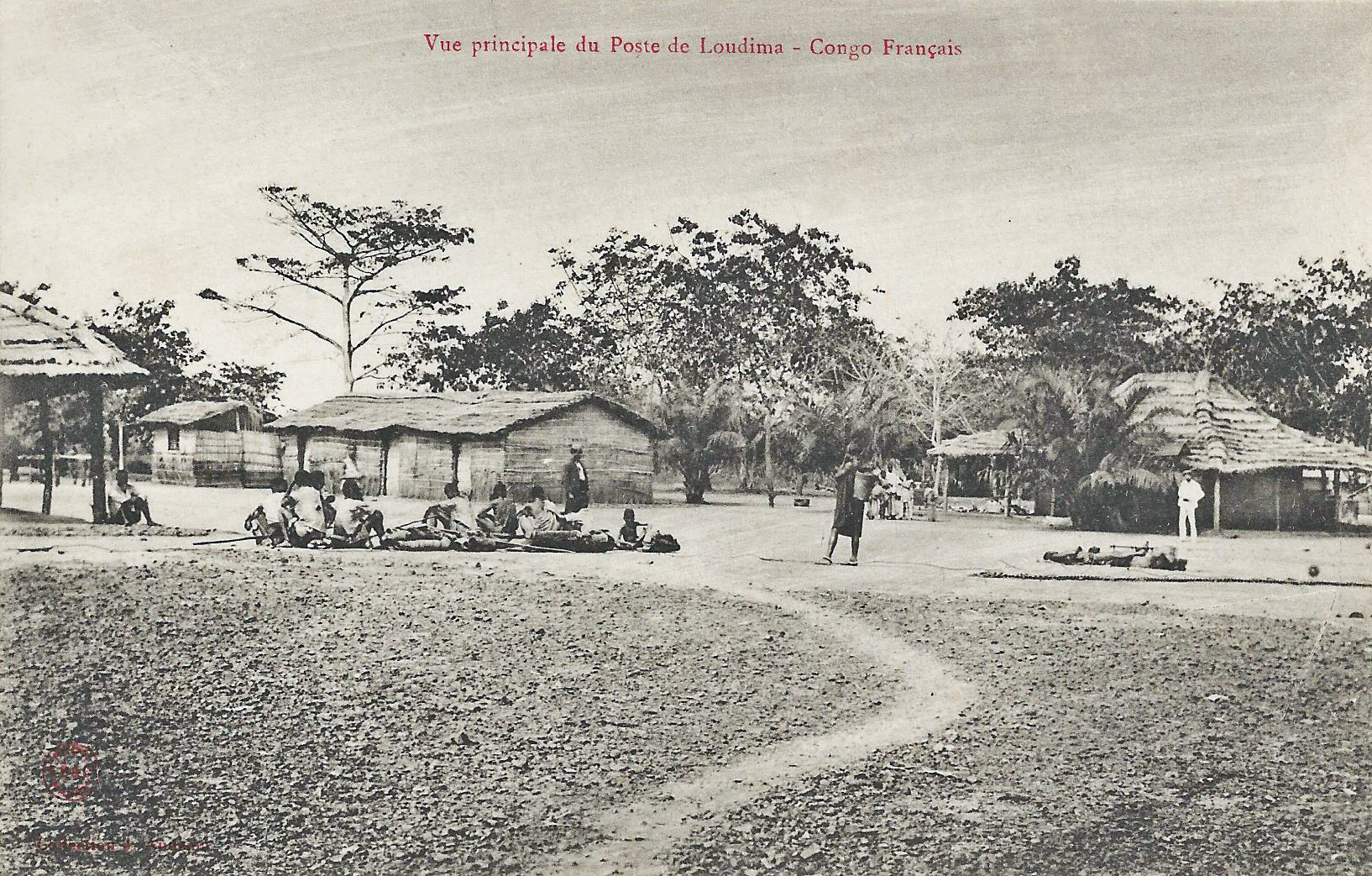
Vue principale du poste de Loudima (Congo français).

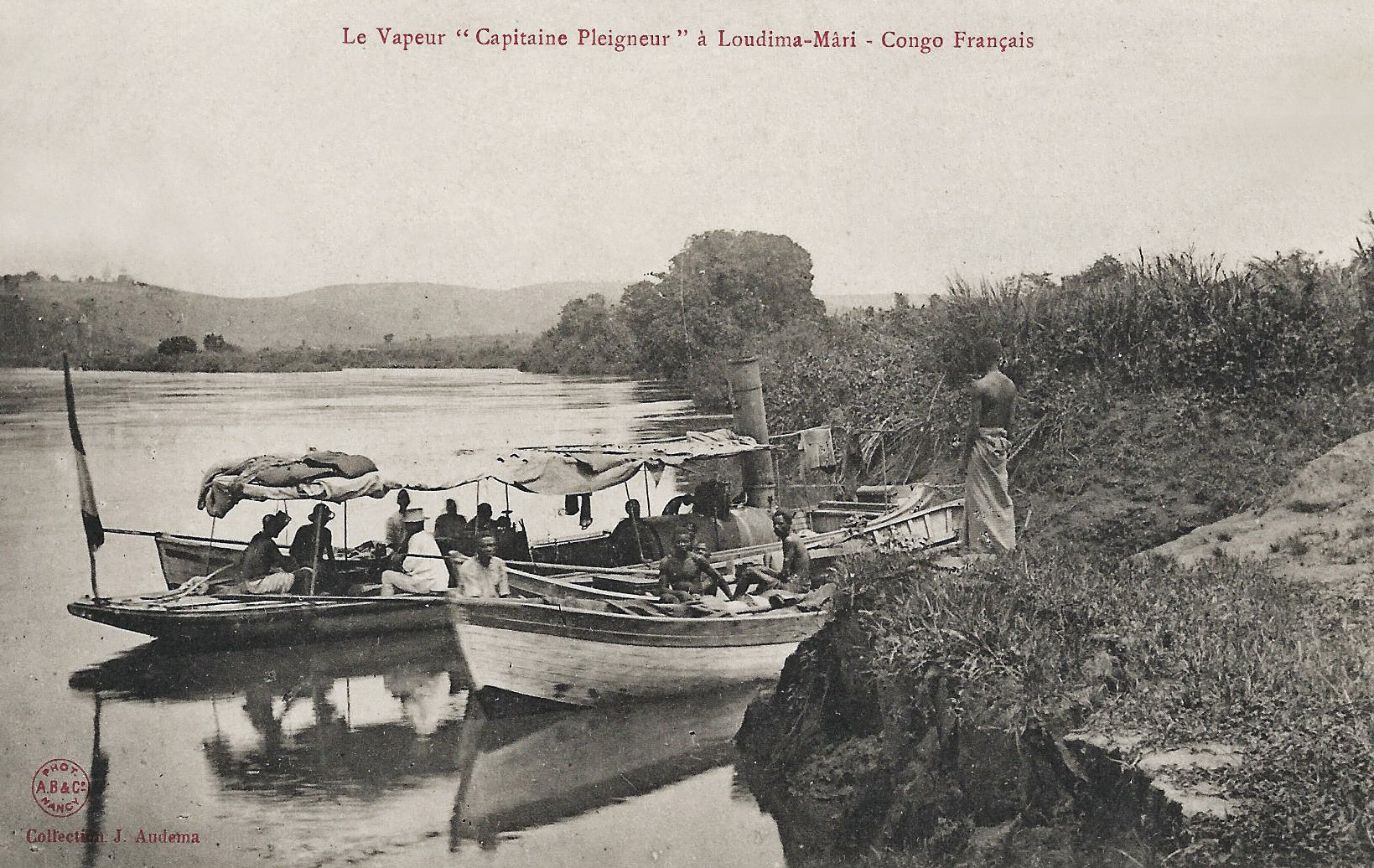
Le vapeur Capitaine Pleigneur à Loudima-Mari (Congo français).

Loudima est l'un des premiers postes fondé par les colons français sur la « route des caravanes » entre Loango et Brazzaville, avec Comba, puis ceux de Kimbédi et Bouanza.
Il s'agissait en fait de reprendre le parcours séculaire du trafic d'ivoire et des convois d'esclaves emmenés vers la côte.
La reconnaissance des lieux effectuée par Albert Dolisie et Joseph Cholet (1859-1892) en 1884, la signature de traités avec les chefs de la vallée du Niari, donna naissance à Loudima en 1885. Et en 1906, la Mission Bel (du nom de son chef Jean-Marc Bel) passe par Loudima.
La région était sous le contrôle des Kugnis, et les environs du futur Loudima dirigés par le prince Mouelé-Mboungou.
Dénommé « pays Diangala » il englobait Loubomo, Louvakou, Makabana, Moutéla, Loudima et Kikongo.
Le pays était historiquement une zone de transition entre les royaumes côtiers et l'intérieur du continent. Mais des liens étroits entre les Kugnis et le royaume de Loango, les ont protégés des rapts à destination des négriers.
Le premier village de Loudima se situe au confluent de la rivière Loudima et du fleuve Niari. Il porte alors le nom de « Loudima-Niadi ».
Le terme Niadi qui désigne le fleuve est issu de la langue kikugni, après une altération phonétique bembe, il est devenu Niari.
Le premier chef de Poste est donc Joseph Cholet, arrivé à Loango dès 1883, sergent à la tête d'un groupe de tirailleurs algériens. Il est relevé par M. Tabuteau quand il prend le commandement d'une caravane à destination de Brazzaville, dans le cadre de la Mission de l'Ouest africain.
Juste à côté, on trouvait Stéphanieville, issue de l'influence belge d'alors (Stéphanie est le prénom de la fille de Léopold II) avant l'attribution définitive des territoires entre la France et la Belgique.
Le capitaine Grant Elliot (anglais, compagnon d'exploration de Stanley) avait découvert la vallée en 1883 et fut contraint de la céder à la France, qui racheta le territoire à l'administration belge de l'État indépendant du Congo, pour 30 000 francs.
L'actuel Loudima Poste occupe depuis 1905 l'emplacement approximatif de Stéphanieville, un peu en retrait du fleuve.
Il est en effet situé sur un éperon dominant le fleuve Niari, dont le cours encaissé décrit de singuliers méandres. Les boucles se rejoignent presque par endroits.
Dans les quinze premières années de la colonisation, la présence française est plutôt symbolique.
Le Congo souffre d'une pénurie d'hommes. Frappés par la maladie et confrontés aux difficultés d’administrer (manque de moyens, mauvaise gestion, manque de subventions de la métropole, , etc.), les chefs de stations, les chefs de postes et autres agents auxiliaires ne restent pas très longtemps en fonction. Ils sont suppléés par la présence de Tirailleurs des autres colonies (Gabon, Algérie, Sénégal, , etc.).
La colonie Gabon-Congo devient le Congo français en 1891, sans que la restructuration n'améliore véritablement la situation.
En 1896, le colonel Baratier, fer de lance de la Mission Marchand, résumait ainsi la situation de manière abrupte : « L'occupation du Congo se réduit à celle du sentier qui relie Loango à Brazzaville. Deux postes, Loudima et Comba, jalonnent ce sentier long de 500 kilomètres. Un troisième, Kimbédi, a été fondé il y a deux mois. En dehors de ces postes, tenus par un blanc et quelques miliciens, le reste du Congo est non seulement inoccupé, mais complètement inconnu ».
Peu à peu, le poste de Loudima devient donc un passage obligé, première étape après la traversée du Mayombe sur la route de Brazzaville.
La ville de Loubomo, la mission catholique de Loudima voit le jour en 1895, dans le sillage de celle du poste de Bouanza, missions fondées sous la houlette de Mgr Carrie, pionnier et fondateur de la mission de Loango.
L'implantation n'est pas aisée car dans un premier temps, les concessions de la mission sont divisées, avec au milieu le village de Mabiala.
Les problèmes de cohabitation avec les villageois sont nombreux. Il faut attendre 1899 pour qu'une solution amiable permettent de réunir les deux entités.
Les sœurs de Saint-Joseph de Cluny venues de Loango tentent de s'implanter à Loudima, mais meurent de maladie les unes après les autres, si bien qu'en 1900 l'évêque décide de l'évacuation progressive des quelques sœeurs survivantes. La maladie du sommeil était l'un des fléaux de la région.
Il faudra attendre une amélioration des conditions de vie pour que les religieuses reviennent progressivement dans le diocèse de Madingou : réduites à 3 en 1920, elles sont 23 en 1955 et 37 en 1960.
Entre 1885 et 1930, c'est donc l'âge d'or de Loudima, le trajet à pied étant la seule solution pour rejoindre Brazzaville (à moins d'emprunter à partir de 1898, le chemin de fer belge de Matadi à Léopoldville-Kinshasa, puis de traverser le fleuve).
Loudima était ainsi le premier district du Congo qui couvrait la grande région Kouilou-Niari, englobant Loango (lieu de départ des caravanes) et Pointe-Noire (alors simple village et lieu où l'on pouvait débarquer).